# Campionati del mondo di ciclismo su pista 2024 - Americana femminile
La gara di americana femminile ai Campionati del mondo di ciclismo su pista 2024 si è svolta il 17 ottobre 2024, su un percorso di 120 giri per un totale di 30 km, sprint intermedi ogni 10 giri, di cui l'ultimo con punti doppi. È stata vinta dalla squadra danese.

## Podio
| Pos.    | Atleta        | Nazionalità                    |
| ------- | ------------- | ------------------------------ |
| Oro     | Danimarca     | Amalie Dideriksen Julie Leth   |
| Argento | Gran Bretagna | Neah Evans Katie Archibald     |
| Bronzo  | Francia       | Victoire Berteau Marion Borras |

## Risultati
| Posizione | Atlete                                    | Nazione       | Punti giri | Punti sprint | Totale   |
| --------- | ----------------------------------------- | ------------- | ---------- | ------------ | -------- |
| 1         | Amalie Dideriksen Julie Leth              | Danimarca     | 20         | 26           | 46       |
| 2         | Victoire Berteau Marion Borras            | Francia       | 20         | 23           | 43       |
| 3         | Neah Evans Katie Archibald                | Gran Bretagna | 20         | 22           | 42       |
| 4         | Marit Raaijmakers Lisa van Belle          | Paesi Bassi   | 20         | 19           | 39       |
| 5         | Chiara Consonni Vittoria Guazzini         | Italia        | 20         | 9            | 29       |
| 6         | Jennifer Valente Megan Jastrab            | Stati Uniti   | 0          | 9            | 9        |
| 7         | Lara Gillespie Mia Griffin                | Irlanda       | 0          | 4            | 4        |
| 8         | Katrijn De Clercq Hélène Hesters          | Belgio        | 0          | 3            | 3        |
| 9         | Alexandra Manly Keira Will                | Australia     | 0          | 2            | 2        |
| 10        | Lea Lin Teutenberg Lena Charlotte Reißner | Germania      | 0          | 1            | 1        |
| 11        | Olga Wankiewicz Patrycja Lorkowska        | Polonia       | 0          | 0            | 0        |
| 12        | Michelle Andres Aline Seitz               | Svizzera      | 0          | 0            | 0        |
| 13        | Mizuki Ikeda Tsuyaka Uchino               | Giappone      | –20        | 2            | –18      |
| 14        | Petra Ševčíková Gabriela Bártová          | Rep. Ceca     | –40        | 2            | –38      |
| 15        | Lee Sze Wing Leung Wing Yee               | Hong Kong     | –60        | 0            | –60      |
| –         | Eva Anguela Laura Rodríguez               | Spagna        | Ritirate   | Ritirate     | Ritirate |
| –         | Lily Plante Kiara Lylyk                   | Canada        | Ritirate   | Ritirate     | Ritirate |